# 電通ライブ
株式会社電通ライブ（でんつうライブ、英語: DENTSU LIVE INC.）は、東京都千代田区に本社を置く電通グループの広告制作会社であり、グループ内唯一のイベント・スペース専業社。2017年に電通イベント＆スペース・デザイン局と電通テックイベント・スペースプロモーション部門の統合により誕生。

## 概要
企業コミュニケーション活動においてブランドの価値をより高め、生活者とのエンゲージメントを深める基点となるイベントやスペースを中心としたリアルな体験価値を創造。専門人材とノウハウの集約により、企画からデザイン、演出・制作・運営、デジタルマーケティングとの統合までをワンストップでプロデュースする高度なサービスを提供する。

## 企業理念
人は情報では動かない。
仕組みだけでは動かない。
人はいつだって、感動とともに動く。
心ふるえる一瞬があれば、人は動く。人は変わる。
MOMENT OF TRUTH
その決定的瞬間は、
すべてのマーケティング活動のエンジンになっていく。

## 沿革
- 1943年（昭和18年）8月 - 株式会社電通映画社設立。
- 1950年（昭和25年）8月 - 株式会社電通印刷所設立。
- 1952年（昭和27年）4月 - 株式会社大阪電通印刷所設立。
- 1956年（昭和31年）10月 - 株式会社電通製版所設立。
- 1987年（昭和62年）7月 - 国際コンベンション株式会社（現・電通イベントオペレーションズ）設立。
- 1992年（平成4年）6月 - 国際コンベンションが株式会社電通プロックス（旧・電通映画社）の100％子会社となる。
- 1996年（平成8年）4月 - 電通アクティス［東京］（旧・電通印刷所）、電通プロックス（旧・電通映画社）、電通コーテック（旧・電通製版所）、電通アクティス［大阪］（旧・大阪電通印刷所）の4社が合併し、株式会社電通テックを創立。
- 2017年（平成29年）1月4日 - 電通グループのプロモーション領域における事業再編により、株式会社電通イベント＆スペース・デザイン局と電通テックイベント＆スペース関連部署を統合し、電通テックを株式会社電通ライブに改組・改称。

## 不祥事・諸問題
- 持続化給付金事業や家賃支援給付金事業の受託を巡る「中抜き」の問題については電通#不祥事等を参照
- 2022年11月29日、五輪大会組織委員会が発注した東京五輪・パラリンピックのテスト大会を巡る入札談合事件で、電通ライブは東京地検特捜部と公正取引委員会により私的独占の禁止及び公正取引の確保に関する法律（独占禁止法）違反容疑で家宅捜索を受けた。同年11月25日、東京地検特捜部と公正取引委員会は独禁法違反（不当な取引制限）の疑いで、電通本社ビル、イベント制作会社「セレスポ」（東京都豊島区）など関係先の家宅捜索を行った[3]。11月28日には、博報堂、東急エージェンシー、イベント制作会社「セイムトゥー」（東京都千代田区）、フジ・メディアHGの番組制作会社フジクリエイティブコーポレーションなどを、翌11月29日には当社、ADKマーケティング・ソリューションズ、イベント制作会社「シミズオクト」（東京都新宿区）及び「トレス」（東京都中央区）などを家宅捜索した[4][5][6][7]。2023年2月28日、東京地検特捜部は電通グループなど法人6社と元電通スポーツ局局長補や元大会組織委員会大会運営局次長など7人を独占禁止法違反の罪で起訴した[8]。